# Jararaca-dormideira
Dipsas mikanii, conhecida popularmente por Jararaca-dormideira é uma serpente de pequeno porte ocorrendo principalmente no sudeste e nordeste do Brasil, e algumas regiões do sul e centro-oeste, predominantemente na mata atlântica e cerrado. Não possui peçonha, sendo considerada uma serpente inofensiva aos seres humanos. Alimenta-se de pequenos moluscos como lesmas, facilmente encontrada em hortaliças e em centros urbanos. O nome "Jararaca-dormideira" vem devido sua coloração ser semelhante a uma "Jararaca", porém não há qualquer ligação com o outro gênero.